# Homo Machina
Homo Machina — инди-головоломка, доступная для мобильных устройств с операционными системами iOS и Android, а также портативных устройств Nintendo Switch. Игрок должен на протяжении всех уровней наладить человеческий организм, представленный в игре, в образе механический фабрики.

## Игровой процесс
Игра представляет человеческий организм в виде механической фабрики с работниками в антураже ар-деко 1920-х и 30-х годов. Каждый отдельный уровень представляет собой механическую аллюзию на определённый человеческий орган. Например глаз представлен в виде камеры с ручными ставнями, а радиозвуковые волны — это например метафора для распознавания звука. Каждый отдельный уровень — это головоломка, которую игрок должен решить, чтобы пройти на следующий уровень и заставить правильно работать различные части тела человека на протяжении всего дня. Каждый уровень представлен механизмами, с которыми игрок может взаимодействовать. Иногда ему требуется правильно переставить механизмы, или же подобрать правильную комбинацию в представленных ребусах.
Прохождение уровней необходимо, чтобы «человек» мог выполнять такие обыкновенные действия, как открытие глаз, прослушивание музыки, определение запаха, питание и так далее. По мере прохождения, игрок должен помочь «человеку» установить любовную связь. Ни одна из головоломок не содержит инструкций и подсказок. Играть в Homo Mashina можно только с вертикальным экраном. Каждая головоломка имеет уникальную и не неповторимую механику. Всего в игре доступно 30 уровней. Самые сложные уровни связаны с работой нервной системы, которая представлена, как процессор в человеческой фабрике.

## Разработка
Разработкой игры занималась инди-студия Darjeeling Productions. Создатели вдохновлялись творчеством малоизвестного немецкого научного иллюстратора и «дедушки инфографики» Фрица Кана, ещё в 20-е годы прошлого века изобразившего работу человеческого организма в виде механических устройств. До недавнего времени Кан был почти не известен в медицинских и художественных кругах, поскольку его работы были подвергнуты цензуре нацистским режимом во время второй мировой войны по причине еврейских корней Кана. Работы Кана были снова «открыты» графическим дизайнером Тило фон Дебшицем, опубликовавшем в 2009 году коллекцию графических работ Фрица Кана в книге «Фриц Кан — Человек-машина». Именно данной книгой вдохновлялся продюсер Марк Люстигман, решив, что хочет воплотить графические иллюстрации Кана в мобильной игре. Он рассказал о своей идее представителям инди-студии Darjeeling, которые согласились заняться разработкой будущей игры. Французская служба вещания Arte также согласилась финансировать проект. Разработчики были также вдохновлены идеей того, что наука может быть интересной и также способствовали популяризации творчества Кана.
Создатели сразу же решили, что создадут платную игру без встроенных микротрансакций: «Нам понравилась идея игры, у которой есть начало и конец. Это полная противоположность тому, что предлагает современный мобильный рынок. Нам не нравится такая бесплатная механика, навязывающая игрокам отрицательное чувство и необходимость купить что-то, чтобы преодолеть это чувство. Нам было интересно создать игру, требующую для полного прохождения один или два часа. Это как купить билет в театр». Работая над игровой механикой, создатели также вдохновлялись игрой Machinarium, вышедшей в App Store в 2011 году. В обеих играх необходимо перемещаться по сцене, чтобы выяснить, как активировать нужный механизм или решить очередную головоломку.

## Критика
| Сводный рейтинг     | Сводный рейтинг |
| Агрегатор           | Оценка          |
| ------------------- | --------------- |
| Metacritic          | 72/100          |
| Иноязычные издания  |                 |
| Издание             | Оценка          |
| KickMyGeek          | 9/10            |
| Pocket Gamer UK     | [ 7 ]           |
| Multiplayer.it      | 8/10            |
| Metro GameCentral   | 6/10            |
| NintendoWorldReport | [ 10 ]          |
| Gaming Trend        | 50 %            |

Игра получила смешанные отзывы со стороны игровых критиков. Средняя оценка на сайте-аггрегаторе Metacritic составляет 74 балла из 100, средняя оценка версии от Nintendo Switch составляет 60 баллов из 100 возможных.
Часть критиков оставили восторженные отзывы об игре. Среди которых например рецензент сайта KickmyGeek, которого удивили необычная репрезентация мобильной головоломки в виде механических ретро-механизмов. Разнообразие головоломок к простое управление с сенсорным экраном обеспечат по мнению критика увлекательное погружение в мир механического организма. Критик сравнил художественный стиль игры с винтажной рекламой, он также похвалил звуковое сопровождение, отражающее все мельчайшие аспекты работы механического организма, тем не менее был разочарован малым количеством предоставленных уровней. Представитель культурного журнала Unwinnable заметил, что Homo Machina является ярким опровержением устоявшегося мнения, что компьютерные игры не являются искусством. «Созданная с творчеством и мастерски анимированная игра поддерживает механику решения головоломок, основанную на прикосновениях, с простой, но эффективной структурой повествования. За скромным сюжетом, наблюдатель может найти эстетику режиссёра Уэса Андерсона и вдохновение эстетикой начала XX века, в том числе и её политических и социальных потрясений». Положительный отзыв также оставил критик Multiplayer, заметив, что Homo Mashina восхитительным образом сочетает в себе красивые анимации, дизайн и музыку, а сами представленные головоломки не сложны и подойдут для игроков любого возраста.
Другая часть критиков оставили смешанные отзывы об игре. Например критик сайта God is a Geek с одной стороны похвалил игру за её художественную задумку и внимание к деталям, однако был разочарован низким уровнем сложности головоломок и малом количеством уровней. Критик признался, что Homo Machina получилась невероятно очаровательной игрой, но слишком короткой, чтобы игрок смог в должной мере насладится её прохождением. Критик сайта Metro.co.uk аналогично заметил, что прохождение игры в Homo Machina очаровательно, но слишком коротко, чтобы оставить игрока удовлетворённым. Помимо этого критик обвинил игру в обилии внутриигровых ошибок, из-за которых критику приходилось несколько раз в подряд перезапускать уровень.
Оценка версии игры для Nintendo Switch была в целом более сдержанной. Например критик сайта Nintendworldreport заметил, что постоянные сбои в игре убивали впечатление от прохождения. Критик сайта Gaming Trend считает Homo Machina полусделанным продуктом, создатели должны были сделать как минимум в два раза больше уровней, а предоставленные уровни по мнению критика никак не реализуют в полной мере задуманную концепцию.